# Diecéze gibraltarská
Diecéze gibraltarská (latinsky Dioecesis Gibraltariensis) je římskokatolická diecéze na Gibraltaru, který je zámořským územím Spojeného království. Diecéze je bezprostředně podřízena Svatému Stolci. Katedrálním kostelem je dóm Korunované Panny Marie, území diecéze se kryje s územím britského Gibraltaru; jedná se o jednu z nejmenších katolických diecézí na světě (6,8 km²). Současným gibraltarským biskupem je Carmelo Zammit.

## Stručná historie
V roce 1816 byl z území Diecéze Cádiz a Algeciras vyčleněn Apoštolský vikariát gibraltarský. Roku 1836 papež Řehoř XVI. udělil apoštolským vikářům biskupskou důstojnost. Na diecézi byl Gibraltar povýšen roku 1910.